# Prothema ochraceosignata
Prothema ochraceosignata là một loài bọ cánh cứng trong họ Cerambycidae.